# Günther Schulz (Theologe)
Günther Schulz (* 1. März 1936 in Lonke bei Strzelno; † 30. Oktober 2022 in Schafstädt) war ein deutscher evangelischer Kirchenhistoriker.

## Leben
Nach dem Abitur 1953 in Schulpforta studierte er 1953–1957 Slawistik (Russistik und Polonistik) an der Universität Halle  (1957 Staatsexamen) und von 1958 bis 1963 Theologie am Katechetischen Oberseminar (der Kirchlichen Hochschule) Naumburg (1963 1. Theologisches Examen; 1966 2. Theologisches Examen und Ordination). Von 1964 bis 1970 war er Assistent am Katechetischen Oberseminar bei Fairy von Lilienfeld und Wolfgang Ullmann. Nach der Promotion zum Dr. theol.  1970 an der Universität Greifswald war er von 1970 bis 1992 Dozent bzw. Professor für allgemeine, speziell für osteuropäische Kirchengeschichte in Naumburg. 1992 wurde er Professor für Kirchengeschichte und Leiter des Ostkirchen-Instituts der Evangelisch-Theologischen Fakultät der Universität Münster.

## Schriften (Auswahl)
- Die theologiegeschichtliche Stellung des Starzen Artemij innerhalb der Bewegung der Besitzlosen im Russland der ersten Hälfte des 16. Jahrhunderts. Erlangen 1980, OCLC 164044633.
- Das Landeskonzil der Orthodoxen Kirche in Russland 1917/18. Ein unbekanntes und ungenutztes Reformpotential. Archivbestände und Editionen, Struktur und Arbeitsweise, Einberufung und Verlauf, Verabschiedung der neuen Gemeindeordnung. Göttingen 1995, ISBN 3-525-56441-4.
- mit Jürgen Ziemer: Mit Wüstenvätern und Wüstenmüttern im Gespräch. Zugänge zur Welt des frühen Mönchtums in Ägypten. Göttingen 2010, ISBN 978-3-525-67002-6.